# Julius Apriadi
Julius Apriadi (* 1987 in Neubrandenburg als Julius Heise) ist ein deutscher Jazzmusiker (Vibraphon, Schlagzeug, Komposition).

## Leben und Wirken
Apriadi erhielt mit fünf Jahren ersten Schlagzeugunterricht, mit zehn Jahren bekam er Klavierstunden und Unterweisung in Musiktheorie. Als Schüler am Berliner Musikgymnasium Carl Philipp Emanuel Bach wurde er mit zwölf Jahren Jungstudent an der Hochschule für Musik Hanns Eisler Berlin in Jazz- und klassischem Schlagwerk. Er errang bei den Bundeswettbewerben Jugend musiziert und Jugend jazzt mehrere erste Preise. Von 2007 bis 2011 studierte er Vibraphon und Schlagzeug am Jazzinstitut Berlin bei David Friedman, Mario Würzebesser, John Hollenbeck und Christian von der Goltz.
Apriadi gehörte (als Julius Heise) zwischen 2012 und 2016 zu Anna Webbers Septett Percussive Mechanics, mit dem er zwei Alben einspielte. Mit Claudio Puntin und Bernhard Meyer veröffentlichte er 2014 das Album Patch of Light. 2015 legte er nicht nur sein Debütalbum mit seinem Julius Trio vor, sondern auch das Soloalbum solophone calling. Er ist auch auf dem klassischen Album Percussion von Alexej Gerassimez sowie auf The Ambiguity of Light von Alexander Kuhn und Murmuration mit dem Bernhard Meyer Quintett zu hören. Weiterhin nahm er mit Damir Out Loud, Generation Unit 2010, Rebecca Trescher, Janis Görlich's Bummelzug Explosion, Andromeda Mega Express Orchestra und der Berlin Mallet Group auf. 2016 komponierte er Theatermusik für das Berliner Ensemble und das Konzerthaus Berlin. 2023 begleitete er gemeinsam mit Niko Meinhold, Moritz Baumgärtner, Maria Schneider und Arthur Hermann Taiko Saitō.
Seit 2018 hat er einen Lehrauftrag als Dozent für Jazz-Vibraphon am Berliner Jazz-Institut.
Seit 2018 arbeitet er außerdem als RAM/LCC Ingenieur in Berlin.

## Diskographische Hinweise
- Meyer-Puntin-Heise Patch of Light (JazzHausMusik 2014)
- Anna Webbers Percussive Mechanics: Refraction (Pirouet Records 2015; mit James Wylie, Elias Stemeseder, Igor Spallati, Max Andrzejewski, Martin Krümmling)
- Julius Trio: Now (Unit Records 2015; mit Bernhard Meyer, Martin Krümmling)
- solophone calling (Bandcamp 2015)
- Berlin Mallet Group: Sogni D’oro (Malletmuse 2020, mit David Friedman, Hauke Renken, Taiko Saitō)